# Luiz Carlos Azenha
Luiz Carlos Azenha (Bauru, 23 de novembro de 1958) é um jornalista brasileiro.
Já trabalhou em várias emissoras do país, como Globo, SBT e Manchete. Em outubro de 2008, foi contratado pela RecordTV. Foi dispensado pela emissora em 16 de dezembro de 2022, devido a crise financeira do canal.

## Biografia
Filho do comerciante José Rodrigues Azenha, começou a carreira no Jornal da Cidade de Bauru.

### Formação acadêmica e início da carreira
É formado em Jornalismo pela Escola de Comunicações e Artes da Universidade de São Paulo (ECA-USP).
Em 1980, transferiu-se do "Jornal da Cidade" para a TV Bauru, afiliada da Rede Globo.
Em 1985, tornou-se um correspondente internacional da Rede Manchete nos Estados Unidos.

### Entrevistas com líderes internacionais
O ineditismo da matéria exclusiva com o Premiê deu-se graças a uma coincidência. Azenha cobria a cúpula entre Reagan e Gorbachev, e já havia conseguido duas respostas da primeira-dama soviética Raíssa, quando, fazendo uma gravação na Praça Vermelha, avistou uma comitiva em que ia o próprio líder socialista. Azenha então identificou-se como brasileiro e fez-lhe duas perguntas, uma delas se o líder viria ao país. A matéria foi exibida em jornais dos Estados Unidos e da própria União Soviética (no programa Vremya - "Tempo"). Azenha era um dos 5.365 jornalistas de 63 países que cobriam o encontro, e o único a ter respostas exclusivas do Premiê, além de Dan Rather, da CBS.

## Na televisão estatal
Desde 2010, é o diretor geral e conduz o projeto editorial do programa "Nova África" na TV Brasil, rede de televisão que faz parte da estatal EBC - Empresa Brasil de Comunicação, criada em 2007 pelo governo federal.

## Prêmios
Possui dois prêmios Vladimir Herzog. O primeiro ganho em 1982 na categoria TV pela matéria jornalística "menor bóia-fria" quando atuava pela TV Bauru e o segundo foi uma menção honrosa (TV) pela matéria veiculada na TV Cultura com o título: "Luta na Terra de Makunaíma" em 2008.